# Yūdai Nakashima
Yūdai Nakashima (japanisch 中嶋 雄大 Nakashima Yūdai; * 31. August 1984 in Kōshi) ist ein ehemaliger japanischer Fußballspieler.

## Karriere
Nakashima erlernte das Fußballspielen in der Schulmannschaft der Ozu High School und der Universitätsmannschaft der Pädagogischen Hochschule Fukuoka. Seinen ersten Vertrag unterschrieb er 2007 bei New Wave Kitakyushu (heute: Giravanz Kitakyushu). Am Ende der Saison 2007 stieg der Verein in die Japan Football League auf. Am Ende der Saison 2009 stieg der Verein in die J2 League auf. 2011 wechselte er zu Verspah Ōita. Ende 2014 beendete er seine Karriere als Fußballspieler.